# Yana Point
Yana Point (in lingua bulgara: нос Яна, Nos Yana) è una piccola punta che forma il fianco occidentale dell'entrata alla Bruix Cove, nella parte orientale dell'Isola Livingston, delle Isole Shetland Meridionali, in Antartide. La lingua di terra separa il termine del Ghiacciaio Huron a nordovest e del Ghiacciaio Iskar a sudest.
La denominazione è stata assegnata il 23 novembre 2009 in onore della cittadina di Yana, 1 160 abitanti, nella municipalità di Sofia, nella Bulgaria occidentale .

## Localizzazione
L'insenatura è posizionata alle coordinate 62°37′24″S 60°00′34″W, 3,7 km a nord-nordest dell'Helmet Peak, 9 km sud  di Edinburgh Hill e 1,93 km a ovest della Rila Point. (Rilevazione topografica bulgara Tangra 2004/05 e mappatura 2009)

## Mappe
- South Shetland Islands. Scale 1:200000 topographic map. DOS 610 Sheet W 62 60. Tolworth, UK, 1968.
- L.L. Ivanov et al. Antarctica: Livingston Island and Greenwich Island, South Shetland Islands. Scale 1:100000 topographic map. Sofia: Antarctic Place-names Commission of Bulgaria, 2005.
- L.L. Ivanov. Antarctica: Livingston Island and Greenwich, Robert, Snow and Smith Islands. Scale 1:120000 topographic map. Troyan: Manfred Wörner Foundation, 2010. ISBN 978-954-92032-9-5 (First edition 2009. ISBN 978-954-92032-6-4)
- Antarctic Digital Database (ADD). Scale 1:250000 topographic map of Antarctica. Scientific Committee on Antarctic Research (SCAR). Since 1993, regularly updated.
- L.L. Ivanov. Antarctica: Livingston Island and Smith Island. Scale 1:100000 topographic map. Manfred Wörner Foundation, 2017. ISBN 978-619-90008-3-0